# Kahrila
Kahrila (est. Kahrila järv) – jezioro rynnowe w Estonii, w prowincji Võrumaa, w gminie Rõuge. Należy do pojezierza Haanja (est. Hannja järved). Położone jest na północny wschód od miasta Rõuge, nad jego zachodnim brzegiem położona jest wieś Lauri. Ma powierzchnię 40,1ha linię brzegową o długości 5542 m, długość 2360 m i szerokość 270 m. Przepływa przez nie rzeka Rõuge jõgi. Sąsiaduje m.in. z jeziorami Rõuge Ratasjärv, Rõuge Valgjärv, Kaussjärv, Rõuge Suurjärv, Tõugjärv, Liinjärv. Położone jest na terenie obszaru chronionego krajobrazu Haanja (est. Haanja looduspark). Jezioro zamieszkują m.in.: okoń, szczupak, ukleja, krąp, płoć, leszcz, karaś, sieja, lin i węgorz.